# Jan Van den Bossche (personage)
Jan Van den Bossche is een personage uit de VTM-televisieserie Familie. Het personage wordt gespeeld door Jef De Smedt. Het personage is te zien vanaf de eerste aflevering.

## Overzicht
Jan Van den Bossche is de zoon van Pierre Van den Bossche en Anna Dierckx. Hij is de broer van Guido Van den Bossche en ziet zichzelf sinds diens dood als pater familias. Hij heeft ook nog twee zussen Rita en Marleen. Deze laatste overleed in een verkeersongeval.
Jan heeft er reeds een bewogen liefdesleven opzitten. Bij het begin van de serie was hij getrouwd met Monique Stevens. Samen met haar kreeg hij drie kinderen: Bart, Mieke en Esther. De geboorte van Esther was tijdens de scheiding tussen Jan en Monique, maar de baby overleed kort na de geboorte buiten beeld aan hartproblemen. Monique liet zich scheiden toen ze Jan betrapte op een slippertje met secretaresse Babette Van Tichelen.
Later hertrouwde hij met verpleegster Nele Van Winckel en kreeg hij opnieuw twee kinderen: Maarten en Leen. Ook tussen hen liep het fout, maar al snel vond hij het geluk bij Linda Desmet. Linda werd zwanger van een drieling maar twee vruchtjes overleefden het niet. Op Kerstmis bevalt Linda van hun zoontje Guido, vernoemd naar Jans overleden broer.
Ook op professioneel vlak heeft Jan al vele waters door zwommen. Oorspronkelijk werkte hij als verzekeringsmakelaar maar door onenigheid met zijn baas wordt hij op staande voet ontslagen. Vervolgens krijgt hij van Guido de functie van personeelsdirecteur bij VDB Electronics. Jan blijft jarenlang in het bedrijf werken maar bekleedt er wel verschillende functies. Hij was onder andere hoofd van de verzendingsdienst en Directeur Econoom. Wanneer Bert Van den Bossche CEO wordt van het familiebedrijf, wordt Jan gedegradeerd tot arbeider in het magazijn. Jan kan zich hier niet in vinden en neemt ontslag. Hij besluit samen met Rita en Maarten het café van Dimitri Roels over te nemen en doopt het om tot Jan & Alleman. Jan was ook lijsttrekker voor de partij "Onze Stad Nu". Hij raakte verkozen en werd eerste schepen en bevoegd voor Feestelijkheden en Openbare Reiniging. Hij was ook een tijdje plaatsvervangend burgemeester.
Op een dag krijgt zijn café het bezoek van een wielerploegje die van de Jan en Alleman hun stamcafé willen maken. Jan kan het al snel goed vinden met Dré en Gilbert Vandersmissen. Wanneer de brouwer zijn bierprijzen laat stijgen, besluiten Jan en Dré samen een bier te creëren: het Jandréke. Maar wanneer Dré in het ziekenhuis beland, worden deze plannen opgeborgen. Jan komt te weten dat Dré wordt mishandeld door zijn vrouw, Myriam. Hij probeert hem te overtuigen van zijn vrouw te scheiden maar daar wil Dré niets van weten. Uiteindelijk kan Jan samen met zijn zus Dré overtuigen om toch te scheiden van de vrouw.
Wanneer de Van den Bossches samen één grote holding opstarten, ziet Jan zijn kans om een 2e zaak te openen: de kantine in het gebouw van de holding. Eerst beslist de Raad van Bestuur dat Jan dit ook mag doen, maar wanneer zijn zoon Maarten hem dit uit handen neemt, breekt er iets bij Jan. Hij voelt zich enorm bedrogen door zijn eigen zoon. Uiteindelijk komt het opnieuw goed tussen de twee.
Wanneer zijn dochter Leen terugkeert uit Amerika, heeft Jan er een 5e kleinkind bij, Arthur. Hij heeft ook zijn handen vol met zijn eigen puberende zoon Guido, met wie hij het vaak aan de stok heeft.
Later blijkt dat Jan nog een buitenechtelijk zoon had met zijn jeugdliefde Isabelle: Willem. De zoon werd afgestaan ter adoptie en kreeg later zelf twee zonen: Thomas en Simon. Wanneer Willem en zijn vrouw sterven, gaat Thomas op zoek naar zijn vaders biologische familie.
In 2017 begint Jan een affaire met Viv, een vriendin van Linda. Linda ontdekt deze affaire en liegt over het feit dat ze een hersentumor heeft en niet meer lang te leven heeft. Jan besluit om Viv te laten vallen en voor Linda te zorgen voor de tijd die haar nog rest. In oktober 2017 ontdekt hij de leugen en vraagt hij onmiddellijk de scheiding aan met Linda. Na Linda heeft Jan genoeg van de vrouwen en besluit hij voorlopig geen relaties meer aan te gaan.
Anno 2020 heeft Jan acht kleinkinderen (Thomas, Simon, Hannah, Jelle, Lennert, Arthur, Alex en Mila) waarvan er reeds drie overleden zijn. Op 28 augustus 2020 krijgt hij via Hannah zijn eerste achterkleinkind Gaston Van den Bossche.